# Police Rescue – Gefährlicher Einsatz
Police Rescue ist eine australische Polizei-Serie, die im Zeitraum von 1989 bis 1996 mit großem Erfolg lief. Insgesamt wurden 61 Folgen in fünf Staffeln sowie ein Pilotfilm gedreht. Zudem entstand 1994 ein Kinofilm zur Serie.

## Darsteller
- Steve „Mickey“ McClintock: Gary Sweet
- Georgia Rattray: Sonia Todd
- Yiannis „Angel“ Angelopoulos: Steve Bastoni
- Fred „Frog“ Catteau: Marshall Napier
- Peter „Ridgy“ Ridgeway: Tim McKenzie (Folge 1–14)
- Trevor „Sootie“ Coledale: Peter Browne
- Sharyn Elliot: Bellinda Cotterill
- Kathy Orland: Tammy MacIntosh (Staffel 2–4)
- Brian Morley: Jeremy Callaghan (Staffel 2–4)
- Inspector Bill Adams: John Clayton
- Kevin „Nipper“ Harris: Steve Bisley

## Gaststars
- Cate Blanchett
- Claudia Black
- Russell Crowe
- Delta Goodrem
- Jeffrey Walker
- Richard Roxburgh